# یونی‌پل
یونی‌پل (انگلیسی: Unipol) شرکت هلدینگ خدمات مالی ایتالیایی است، که در زمینه ارائه انواع خدمات بیمه، بانکداری خرد و بانکداری شرکتی فعالیت می‌نماید.
شرکت یونی‌پل در سال ۱۹۶۳ تأسیس شد و در حال حاضر مجموع دارایی‌های آن بالغ بر ۸۸ میلیارد یورو برآورد می‌شود. دفتر مرکزی این شرکت در شهر بولونیا قرار دارد و بخشی از سهام آن در بازار بورس ایتالیا معامله می‌شود.